# 불카니세타속
불카니세타속은 테르모프로테우스과의 속이다.